# Caereni
I Cereni (lat. Caereni) erano un popolo dell'antica Britannia, conosciuti soltanto tramite una citazione nella Geografia di Claudio Tolomeo (c. 150 d.C.) dove, sulla base della descrizione dei popoli vicini, il loro territorio corrispondeva al moderno Sutherland in Scozia. Tolomeo non indica nessun centro principale della tribù.
Il nome potrebbe significare "popolo delle pecore", nel senso di  "ricchi di greggi", derivato dal protoceltico *caer (cf. gaelico "caora", "pecora" e il gallese "caeriwrch", "capriolo")